# Kordaš
Kordaš je priimek v Sloveniji, ki ga je po podatkih Statističnega urada Republike Slovenije na dan 1. januarja 2010 uporabljalo 304 osebe.

## Pomembni nosilci priimka
- Anika Logar (r. Kordaš) (1946—2013), arhitektka, oblikovalka pohištva
- Boštjan Kordaš (1899—1990), veterinar
- Helena Koder (r. Kordaš) (*1937), TV-novinarka in filmska igralka
- Ivo Kordaš (*1929), zdravnik, pevec basist, slikar amater
- Marjan Kordaš (*1931), medicinec patofiziolog, prof. MF, akademik
- Marjana Kordaš (*1935), germanistka, predavateljica (PEF)